# Ieva Sargautyte
Ieva Sargautyte, född 1981 i Vilnius, är en litauisk orienterare som tog EM-brons i stafett 2002.